# Julius Arigi
Julius Arigi, avstro-ogrski (sudetski Nemec) častnik, vojaški pilot in letalski as, * 3. oktober 1895, Decin, Bohemija, † 1. avgust 1981, Attersee, Avstrija.
Stotnik Arigi je v svoji vojaški službi dosegel 32 zračnih zmag.

## Življenjepis
5. oktobra 1913 se je pridružil Avstro-ogrski vojski.
Sprva je bil pripadnik artilerijskega polka, dokler ni bil marca 1914 premeščen k vojnem letalstvu.   
Med prvo svetovno vojno je bil pripadnik Flik 1J, Flik 6, Flik 41J in Flik 55J ter Fluggeschwader I.
Postal je najbolj odlikovani letalski as, saj je prejel kar 5 medalj za hrabrost.
Med drugo svetovno vojno je podpiral nacizem in deloval kot inštruktor v Luftwaffe. Upokojil se je maja 1945 z kapitulacijo Tretjega rajha.

## Odlikovanja
- medalja za hrabrost (1x zlata, 4x srebrna)